# Élections régionales de 2010 en Nord-Pas-de-Calais
Pour un article plus général, voir Élections régionales françaises de 2010.

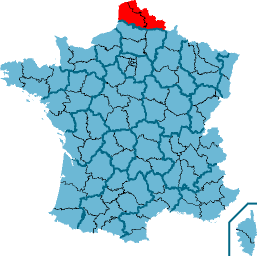
La région Nord-Pas-de-Calais

Les élections régionales ont eu lieu les 14 et 21 mars 2010.

## Mode d'élection
Le mode de scrutin est fixé par le code électoral. Il précise que les conseillers régionaux sont élus tous les six ans.
Les conseillers régionaux sont élus dans chaque région au scrutin de liste à deux tours sans adjonction ni suppression de noms et sans modification de l'ordre de présentation. Chaque liste est constituée d'autant de sections qu'il y a de départements dans la région.
Si une liste a recueilli la majorité absolue des suffrages exprimés au premier tour, le quart des sièges lui est attribué. Le reste est réparti à la proportionnelle suivant la règle de la plus forte moyenne. Une liste ayant obtenu moins de 5 % des suffrages exprimés ne peut se voir attribuer un siège.
Sinon on procède à un second tour où peuvent se présenter les listes ayant obtenu 10 % des suffrages exprimés. La composition de ces listes peut être modifiée pour comprendre les candidats ayant figuré au premier tour sur d’autres listes, sous réserve que celles-ci aient obtenu au premier tour au moins 5 % des suffrages exprimés et ne se présentent pas au second tour. À l’issue du second tour, les sièges sont répartis de la même façon.
Les sièges étant attribués à chaque liste, on effectue ensuite la répartition entre les sections départementales, au prorata des voix obtenues par la liste dans chaque département.

## Têtes de liste

### Têtes de liste régionales

Eric Pecqueur Candidat LO
Pascale Montel Candidate NPA
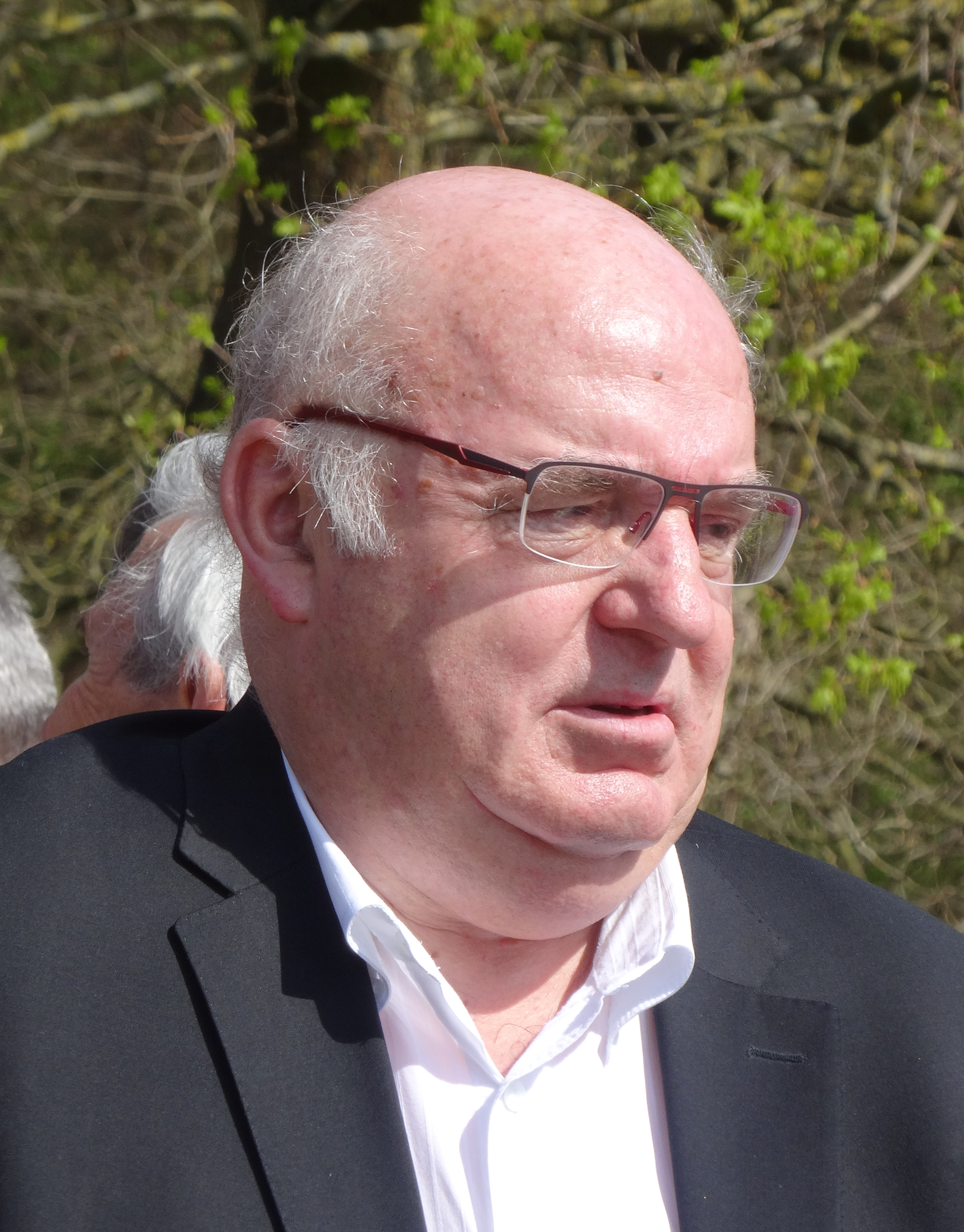
Alain Bocquet Candidat FG
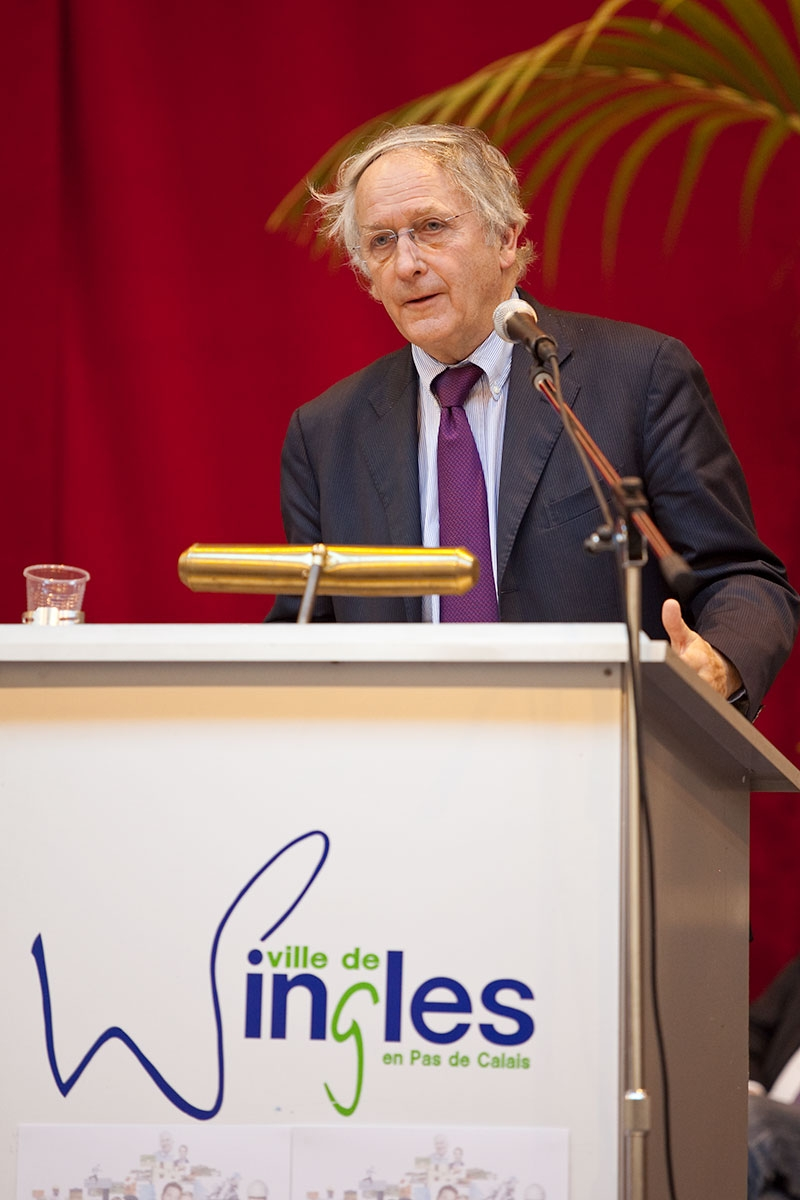
Daniel Percheron Candidat PS-PC, président sortant
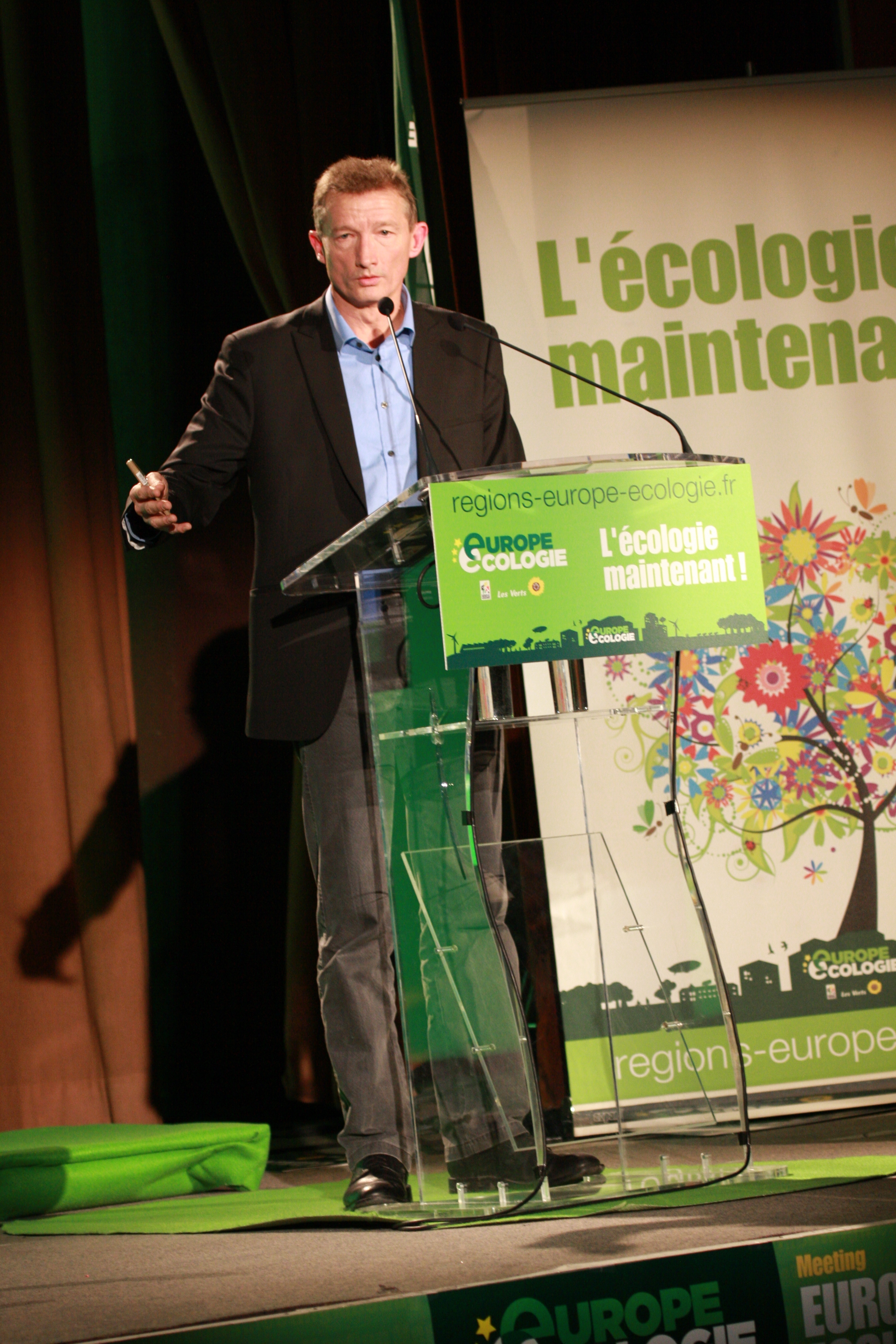
Jean-François Caron Candidat Europe Écologie-AEI
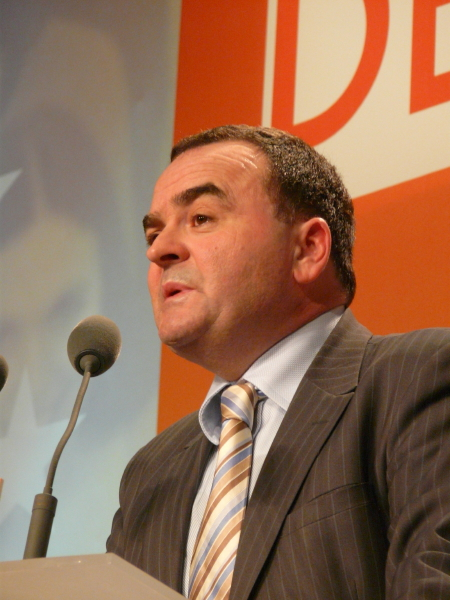
Olivier Henno Candidat MoDem
François Dubout Candidat CNI
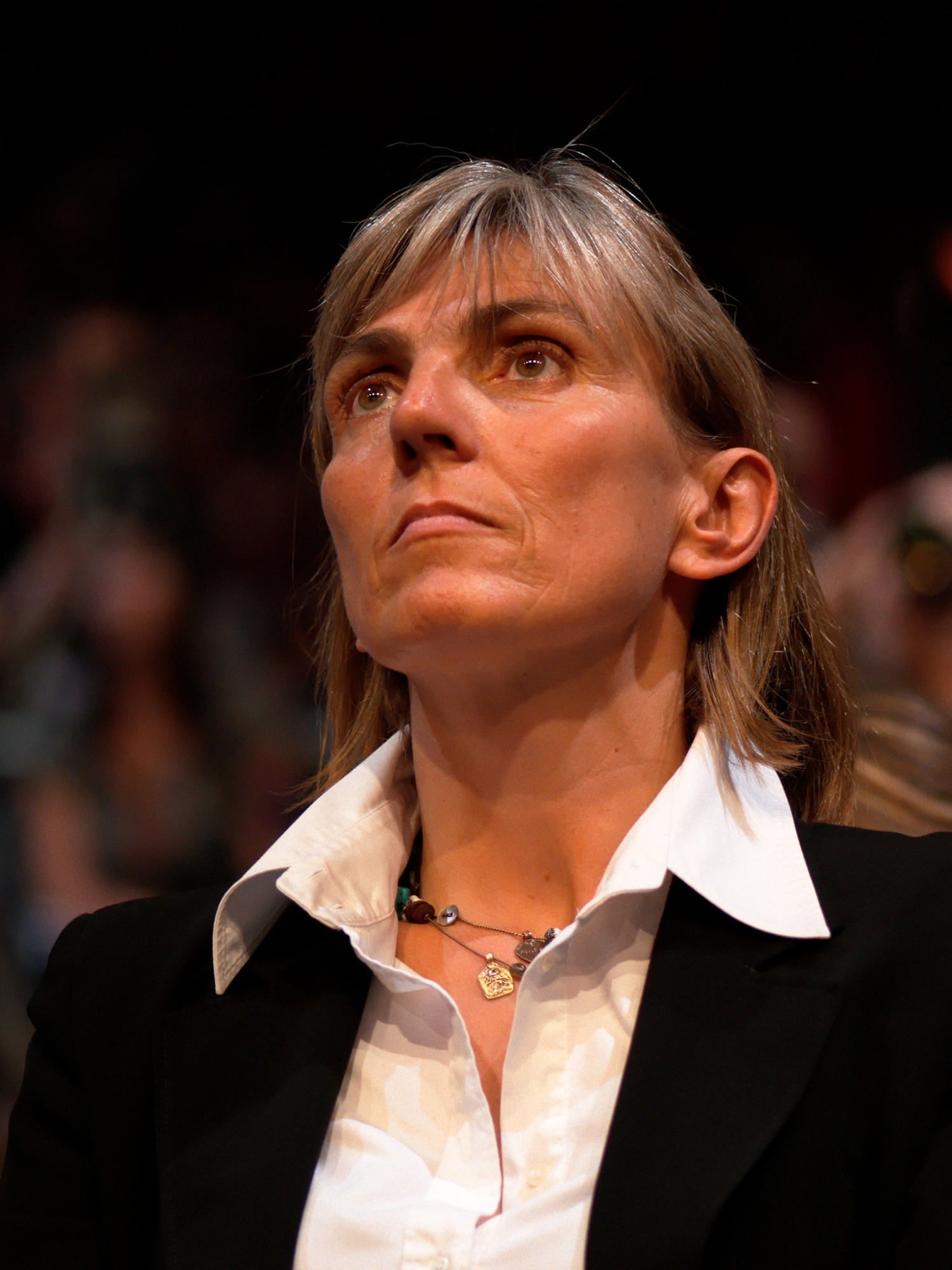
Valérie Létard Candidate Majorité présidentielle
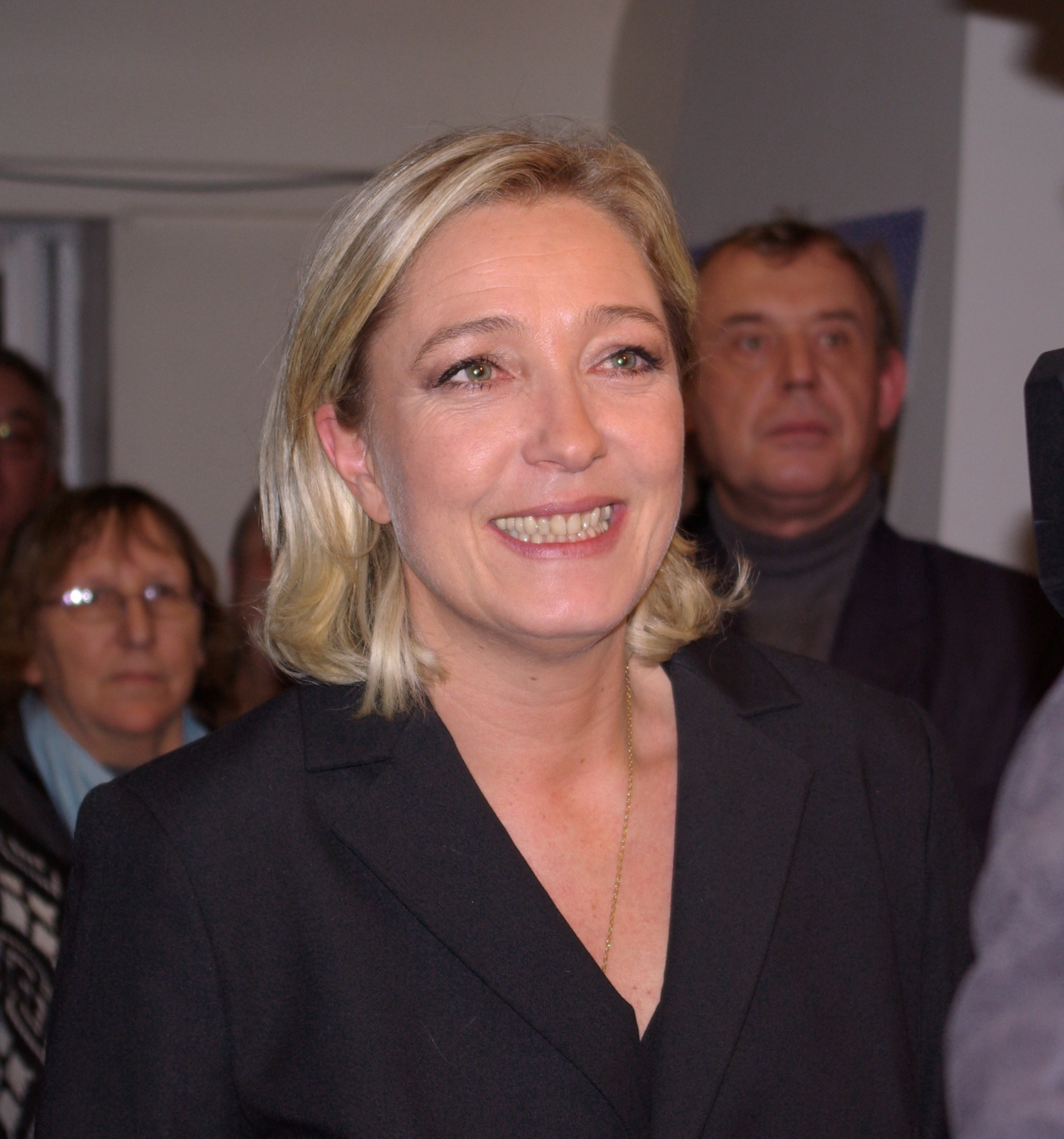
Marine Le Pen Candidate FN
Mickaël Poillion Candidat JA

### Têtes de liste départementales
| Listes | Listes          | Pas-de-Calais        | Nord                 |
| ------ | --------------- | -------------------- | -------------------- |
|        | Liste Pecqueur  | Nathalie Hubert      | Eric Pecqueur        |
|        | Liste Montel    | Bernard Playe        | Pascale Montel       |
|        | Liste Bocquet   | Jacky Henin          | Alain Bocquet        |
|        | Liste Percheron | Daniel Percheron     | Pierre de Saintignon |
|        | Liste Caron     | Jean-Louis Robillard | Majdouline Sbai      |
|        | Liste Henno     | Frédéric Leturque    | Olivier Henno        |
|        | Liste Dubout    | François Dubout      | Dominique Lemahieu   |
|        | Liste Létard    | André Flajolet       | Valérie Létard       |
|        | Liste Le Pen    | Marine Le Pen        | Éric Dillies         |
|        | Liste Poillion  | Mickaël Poillion     | Maxime Louguet       |

## Sondages

### Intentions de vote
Avertissement : Les résultats des intentions de vote ne sont que la mesure actuelle des rapports de forces politiques. Ils ne sont en aucun cas prédictifs du résultat des prochaines élections.
La marge d'erreur de ces sondages est de 4,5 % pour 500 personnes interrogées, 3,2 % pour 1000, 2,2 % pour 2000 et 1,6 % pour 4000.

### Premier tour
| Sondage (et sa source) | Date de réalisation de l'enquête | Liste Percheron (PS) | Liste Letard (UMP) | Liste Le Pen (FN) | Liste Caron (EÉ) | Liste Bocquet (FG) | Liste Henno (MoDem) | Liste Pecqueur (LO) | Liste Montel (NPA) | Liste Poillion (JA) | Liste Dubout (CNI) | Personnes interrogées |
| ---------------------- | -------------------------------- | -------------------- | ------------------ | ----------------- | ---------------- | ------------------ | ------------------- | ------------------- | ------------------ | ------------------- | ------------------ | --------------------- |
| Ifop                   | 23 au 24 février 2010            | 27 %                 | 20 %               | 17 %              | 12 %             | 10,5 %             | 5 %                 | 3 %                 | 2,5 %              | 1,5 %               | 1,5 %              | 807                   |

### Second tour
| Sondage (et sa source) | Date de réalisation de l'enquête | Liste Percheron (PS) | Liste Letard (UMP) | Liste Le Pen (FN) | Personnes interrogées |
| ---------------------- | -------------------------------- | -------------------- | ------------------ | ----------------- | --------------------- |
| Ifop                   | 23 au 24 février 2010            | 54 %                 | 29 %               | 17 %              | 807                   |

### Notoriété
En décembre 2009, selon un sondage LH2, seulement 8 % des habitants du Nord-Pas-de-Calais citent spontanément
Daniel Percheron lorsqu'on leur demande le nom de leur président de région, ce qui en fait le président de région le plus méconnu de France après François Bonneau en région centre.

### Thèmes prioritaires
Le même sondage LH2 de décembre 2009 classe ainsi, en fonction du choix des personnes interrogées, les thèmes de campagne privilégiés par ces derniers :
- la protection de l’environnement et l’amélioration du cadre de vie : 61 %,
- le financement et la mise en œuvre de la formation professionnelle et de l’apprentissage : 42 %,
- le développement économique et l’aide aux entreprises : 35 %,
- le développement des infrastructures de transports ferroviaires notamment TER : 21 %,
- la construction et la rénovation des lycées : 16 %,
- autre : 3 %.
- ne se prononcent pas : 2 %.

## Résultats

### Régionaux
| Tête de liste  | Tête de liste       | Liste                   | Premier tour | Premier tour | Second tour | Second tour | Sièges | Sièges |
| Tête de liste  | Tête de liste       | Liste                   | #            | %            | #           | %           | #      | %      |
| -------------- | ------------------- | ----------------------- | ------------ | ------------ | ----------- | ----------- | ------ | ------ |
|                | Daniel Percheron*   | PS et alliés            | 358 204      | 29,16        | 704 049     | 51,89       | 73     | 64,60  |
|                | Alain Bocquet       | FG - Alternatifs - DVG  | 132 435      | 10,78        | 704 049     | 51,89       | 73     | 64,60  |
|                | Jean-François Caron | EÉ - AEI                | 126 982      | 10,34        | 704 049     | 51,89       | 73     | 64,60  |
|                | Valérie Létard      | Majorité présidentielle | 233 366      | 19,00        | 351 509     | 25,91       | 22     | 19,47  |
|                | Marine Le Pen       | FN                      | 224 871      | 18,31        | 301 201     | 22,20       | 18     | 15,93  |
|                | Olivier Henno       | MoDem                   | 48 245       | 3,93         |             |             |        |        |
|                | François Dubout     | CNI                     | 37 051       | 3,02         |             |             |        |        |
|                | Pascale Montel      | NPA                     | 36 870       | 3,00         |             |             |        |        |
|                | Eric Pecqueur       | LO                      | 17 693       | 1,44         |             |             |        |        |
|                | Mickaël Poillion    | JA                      | 12 648       | 1,03         |             |             |        |        |
|                |                     |                         |              |              |             |             |        |        |
| Inscrits       | Inscrits            | Inscrits                | 2 870 281    | 100,00       | 2 872 314   | 100,00      |        |        |
| Abstention     | Abstention          | Abstention              | 1 593 097    | 55,50        | 1 460 255   | 50,84       |        |        |
| Votants        | Votants             | Votants                 | 1 277 184    | 44,50        | 1 412 059   | 49,16       |        |        |
| Blancs et nuls | Blancs et nuls      | Blancs et nuls          | 48 819       | 3,82         | 55 300      | 3,92        |        |        |
| Exprimés       | Exprimés            | Exprimés                | 1 228 365    | 96,18        | 1 356 759   | 96,08       |        |        |

* liste du président sortant
Liste des membres du Conseil régional du Nord-Pas-de-Calais (2010-2014)

### Départementaux

#### Nord
| Tête de liste  | Tête de liste         | Liste                   | Premier tour | Premier tour | Second tour | Second tour | Sièges | Sièges |
| Tête de liste  | Tête de liste         | Liste                   | #            | %            | #           | %           | #      | %      |
| -------------- | --------------------- | ----------------------- | ------------ | ------------ | ----------- | ----------- | ------ | ------ |
|                | Pierre de Saintignon* | PS et alliés            | 198 549      | 26,80        | 419 889     | 51,18       | 44     | 63,77  |
|                | Alain Bocquet         | FG - Alternatifs - DVG  | 88 848       | 11,99        | 419 889     | 51,18       | 44     | 63,77  |
|                | Majdouline Sbaï       | EÉ - AEI                | 81 668       | 11,02        | 419 889     | 51,18       | 44     | 63,77  |
|                | Valérie Létard        | Majorité présidentielle | 155 816      | 21,03        | 230 137     | 28,05       | 15     | 21,74  |
|                | Éric Dillies          | FN                      | 128 315      | 17,32        | 170 470     | 20,78       | 10     | 14,49  |
|                | Olivier Henno         | MoDem                   | 30 565       | 4,13         |             |             |        |        |
|                | Dominique Lemahieu    | CNI                     | 19 419       | 2,62         |             |             |        |        |
|                | Pascale Montel        | NPA                     | 21 400       | 2,89         |             |             |        |        |
|                | Eric Pecqueur         | LO                      | 9 653        | 1,30         |             |             |        |        |
|                | Maxime Louguet        | JA                      | 6 688        | 0,90         |             |             |        |        |
|                |                       |                         |              |              |             |             |        |        |
| Inscrits       | Inscrits              | Inscrits                | 1 785 877    | 100,00       | 1 787 798   | 100,00      |        |        |
| Abstention     | Abstention            | Abstention              | 1 017 838    | 56,99        | 934 998     | 52,30       |        |        |
| Votants        | Votants               | Votants                 | 768 039      | 43,01        | 852 800     | 47,70       |        |        |
| Blancs et nuls | Blancs et nuls        | Blancs et nuls          | 27 118       | 3,53         | 32 304      | 3,79        |        |        |
| Exprimés       | Exprimés              | Exprimés                | 740 921      | 96,47        | 820 496     | 96,21       |        |        |

* liste du président sortant

#### Pas-de-Calais
| Tête de liste  | Tête de liste        | Liste                   | Premier tour | Premier tour | Second tour | Second tour | Sièges | Sièges |
| Tête de liste  | Tête de liste        | Liste                   | #            | %            | #           | %           | #      | %      |
| -------------- | -------------------- | ----------------------- | ------------ | ------------ | ----------- | ----------- | ------ | ------ |
|                | Daniel Percheron*    | PS et alliés            | 159 655      | 32,75        | 284 292     | 53,00       | 29     | 65,91  |
|                | Jean-Louis Robillard | EÉ - AEI                | 45 314       | 9,30         | 284 292     | 53,00       | 29     | 65,91  |
|                | Jacky Hénin          | FG - Alternatifs - DVG  | 43 587       | 8,94         | 284 292     | 53,00       | 29     | 65,91  |
|                | Marine Le Pen        | FN                      | 96 556       | 19,81        | 130 720     | 24,37       | 8      | 18,18  |
|                | André Flajolet       | Majorité présidentielle | 77 550       | 15,91        | 121 365     | 22,63       | 7      | 15,91  |
|                | Frédéric Leturque    | MoDem                   | 17 680       | 3,63         |             |             |        |        |
|                | François Dubout      | CNI                     | 17 632       | 3,62         |             |             |        |        |
|                | Bernard Playe        | NPA                     | 15 470       | 3,17         |             |             |        |        |
|                | Nathalie Hubert      | LO                      | 8 040        | 1,65         |             |             |        |        |
|                | Mickaël Poillion     | JA                      | 5 960        | 1,22         |             |             |        |        |
|                |                      |                         |              |              |             |             |        |        |
| Inscrits       | Inscrits             | Inscrits                | 1 084 404    | 100,00       | 1 084 459   | 100,00      |        |        |
| Abstention     | Abstention           | Abstention              | 575 259      | 53,05        | 525 591     | 48,47       |        |        |
| Votants        | Votants              | Votants                 | 509 145      | 46,95        | 558 868     | 51,53       |        |        |
| Blancs et nuls | Blancs et nuls       | Blancs et nuls          | 21 701       | 4,26         | 22 491      | 4,02        |        |        |
| Exprimés       | Exprimés             | Exprimés                | 487 444      | 95,74        | 536 377     | 95,98       |        |        |

* liste du président sortant